# 俞墨華
俞墨華（1607年11月1日—17世紀），字君翰，號萊陽，江西廣信府永豐縣人，明朝、南明政治人物。

## 生平
俞墨華於天啟元年（1621年）中舉人，崇禎七年（1634年）登進士，初在吏部觀政，九年（1636年）授光澤知縣，就任不久賊人查華入侵邵武，他奉命隨後征剿，捕獲其渠帥殲滅，使地方安寧，到十一年（1638年）因父親去世回鄉。
之後俞墨華調任廉州推官，了解民間隱情，入朝為刑部主事，浙江道監察御史，南明隆武年間加太僕少卿，參與黃道周招募，和詹兆恆、鄭大倫、鄭祚遠、王家望、鄭守書、呂繼望、陸洪基、張瑞鍾等人出兵，不久以年老終養母親歸隱。

## 家族
曾祖俞夷僖，祖父揚州府照磨俞文斑，父親庠生俞煜章。

## 引用
1. 1 2  錢海岳《南明史·卷四十·列傳第十六》：（隆武元年十月）（黃道周）因請樂助軍糈，免催科之擾，勸各招鄉兵固圉，一時廣信詹兆恆、俞墨華、鄭大倫、鄭祚遠、王家望、鄭守書、呂繼望、陸洪基、張瑞鍾及東鄉諸生張受祿率子弟大相、大任、大佐、大治、大劻、大勷、樂鼎勳、車必昇、許文龍、楊子金、張登庸等各以兵至。……墨華，字君翰，廣信永豐人。崇禎七年進士。授光澤知縣，平查華亂，遷廉州推官，轉刑部主事、浙江道御史，加太僕少卿。
2. ↑  《崇祯七年甲戌科进士履历便览》：俞墨华，曾祖夷僖；祖文斑，扬州府照磨；父煜章，邑庠生。石蓮，易三房，丁未年九月十三日生，永丰人，辛酉三十六名，会二百二十四名，三甲二百五十名，通政司政，丙子授光泽知县，戊寅丁忧，庚辰考察。辛巳補绍兴府炤磨，壬午升廉州府推官。
3. ↑  同治《廣豐縣志·卷七·選舉志》：進士……崇禎七年劉理順榜 俞墨華 廉州府推官，刑部主事，浙江道監察御史，見傳……舉人……天啟元年辛酉科……俞墨華 見進士，有傳
4. ↑  同治《廣豐縣志·卷八·人物志》：俞墨華，字君翰，號萊陽，進士。性寬厚有度量，初任光澤令，不越月獻寇查華十犯邵武，將寇縣治，奉檄隨後勦，獲其渠魁殲之，一郡以寧。丁外艱，補廉州府司理，深悉民隱，陞刑部主事，以老終養歸。 前志
5. ↑  《崇禎七年甲戌科進士三代履歷》：俞墨華，曾祖夷僖，祖文斑揚州照磨，父煜章庠生，来陽，易三房，丁未年九月十三日生，廣信府永豐縣人，辛酉鄉試，會一百二十四名，三甲二百三十一名，吏部觀政，丙子授光澤知縣，戊寅丁憂，庚辰拾遺。